# Bruce Ridpath

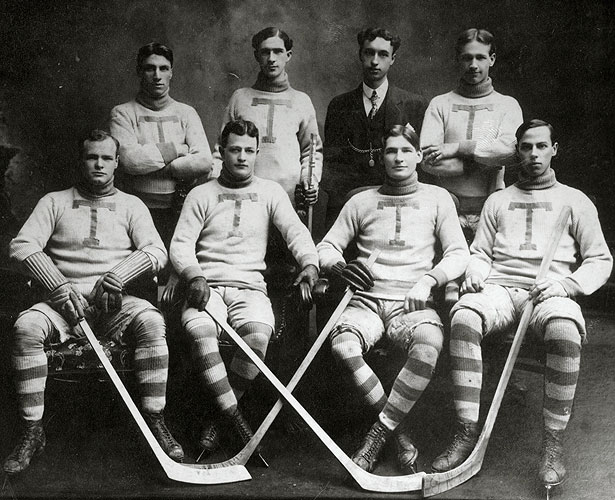
Bruce Ridpath, längst till höger i översta raden, med Toronto Professionals säsongen 1906–07.

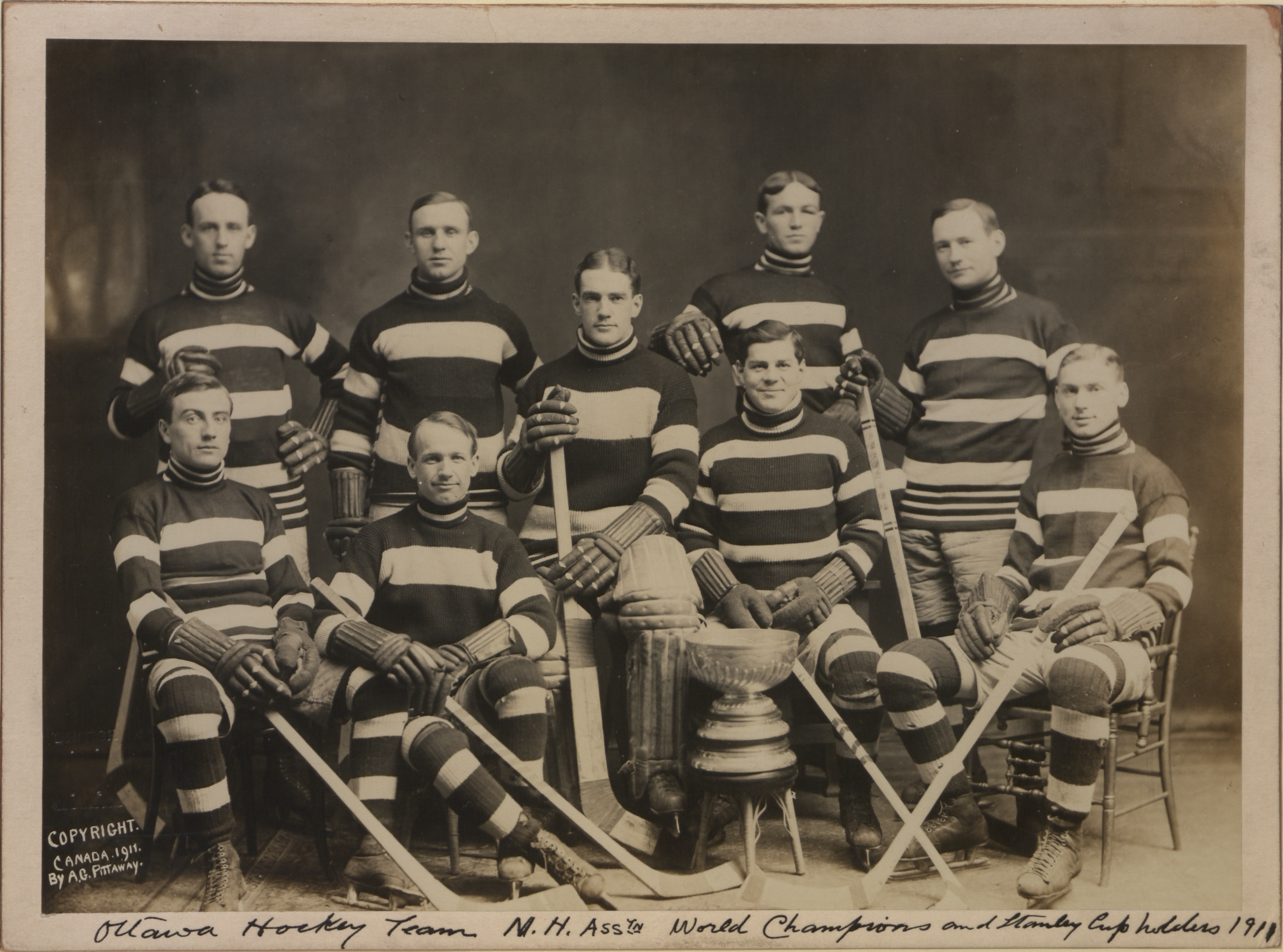
Bruce Ridpath, tvåa från vänster i främre raden, med Ottawa Senators och Stanley Cup 1911.

David Bruce Ridpath, född 2 januari 1884 i Lakefield, Ontario, död 4 juni 1925 i Toronto, var en kanadensisk professionell ishockeyspelare. 

## Karriär
Bruce Ridpath spelade professionell ishockey för Toronto Professionals i Ontario Professional Hockey League, Cobalt Silver Kings i Timiskaming Professional Hockey League och Ottawa Senators i Eastern Canada Hockey Association samt NHA.
Som mästare med Toronto Professionals i OPHL säsongen 1908 var Ridpath med och utmanade Montreal Wanderers om Stanley Cup 14 mars 1908. Trots ett mål av Ridpath och två från Newsy Lalondes klubba förlorade Toronto med 4-6. I Ottawa Senators spelade Ridpath bland annat i en framgångsrik kedja tillsammans med centern Marty Walsh och vänsterforwarden Albert "Dubbie" Kerr. 1909, 1910 och 1911 var han med och vann Stanley Cup med laget.
I november 1911 blev Ridpath påkörd av en bil på Yonge Street i Toronto och ådrog sig bland annat en skallfraktur. Skadorna från olyckan gjorde att han var tvungen att avsluta ishockeykarriären.

## Statistik
| 1908               | Toronto Professionals | OPHL               | 12 | 8  | 0 | 8  | 42 | – | –  | – | –  | – |
|                    |                       | Stanley Cup        | –  | –  | – | –  | –  | 1 | 1  | 0 | 1  | 0 |
| 1909               | Toronto Professionals | OPHL               | 11 | 21 | 0 | 21 | 11 | – | –  | – | –  | – |
|                    | Cobalt Silver Kings   | TPHL               | 2  | 6  | 0 | 6  | 4  | 2 | 3  | 0 | 3  | 3 |
| 1909–10            | Ottawa Senators       | CHA                | 2  | 3  | 0 | 3  | 0  | – | –  | – | –  | – |
| 1910               | Ottawa Senators       | NHA                | 12 | 16 | 2 | 18 | 32 | – | –  | – | –  | – |
|                    |                       | Stanley Cup        | –  | –  | – | –  | –  | 4 | 6  | 0 | 6  | – |
| 1910–11            | Ottawa Senators       | NHA                | 16 | 23 | 0 | 23 | 51 | – | –  | – | –  | – |
|                    |                       | Stanley Cup        | –  | –  | – | –  | –  | 2 | 4  | 0 | 4  | – |
| NHA totalt         | NHA totalt            | NHA totalt         | 28 | 39 | 2 | 41 | 83 | – | –  | – | –  | – |
| Stanley Cup totalt | Stanley Cup totalt    | Stanley Cup totalt | –  | –  | – | –  | –  | 7 | 11 | 0 | 11 | – |

Statistik från tabletop-sports.com och sihrhockey.org